# (400012) 2006 KH11
(400012) 2006 KH11 es un asteroide que forma parte del cinturón interior de asteroides, descubierto el 19 de mayo de 2006 por el equipo del Mount Lemmon Survey desde el Observatorio del Monte Lemmon, Arizona, Estados Unidos.

## Designación y nombre
Designado provisionalmente como 2006 KH11.

## Características orbitales
2006 KH11 está situado a una distancia media del Sol de 1,919 ua, pudiendo alejarse hasta 2,128 ua y acercarse hasta 1,711 ua. Su excentricidad es 0,108 y la inclinación orbital 26,71 grados. Emplea 971,714 días en completar una órbita alrededor del Sol.

## Características físicas
La magnitud absoluta de 2006 KH11 es 17,7.